# クローゼットに閉じこめられた僕の奇想天外な旅
『クローゼットに閉じこめられた僕の奇想天外な旅』（クローゼットにとじこめられたぼくのきそうてんがいなたび、The Extraordinary Journey of the Fakir）は、2018年に公開されたフランス・アメリカ合衆国・ベルギー・シンガポール・インドの冒険コメディ映画。ケン・スコットが監督を務め、ダヌシュが主演を務めている。ロマン・プエルトラスの小説『IKEAのタンスに閉じこめられたサドゥーの奇想天外な旅』を原作としており、インド・フランス・イタリア・リビアで撮影が行われた。

## あらすじ
ある日、ムンバイの警察署に連行された非行少年たちの前に青年教師アジャが現れ、彼らに自らの半生を語り出す。
ムンバイの街角で育ったアジャは世界の広さを教えてくれた家具店に憧れを抱き、家具店のあるパリを旅することを夢見ていた。成長したアジャは友人たちと共にストリートマジシャンとして働く傍ら、客から金を盗み出して旅行費用を集めていた。そんな中、アジャの母が病死し、アジャは母の遺品の中から父ピーターが母に宛てた手紙を発見する。母の両親に反対され結婚できなかった父は「フランスのエッフェル塔で待っている」と手紙を記しており、アジャは父を探すためパリへと旅立つ。パリに到着したアジャは初めに憧れだった家具店に立ち寄り、そこで結婚が破談になったアメリカ人女性マリーに出会う。意気投合した2人はデートの約束を交わして分かれるが、アジャは一文無しになっていたため、家具屋のクローゼットの中で一夜を過ごそうとする。しかし、彼の入った家具はロンドンに運ばれてしまう。
トラックの中で目を覚ましたアジャはウィラージたち不法移民と出会い、彼らと共に逮捕されてしまう。アジャはスミス刑事に事情を説明するが取り合ってもらえず、他の不法移民たちと共にバルセロナに送還されてしまう。入国を拒否されたアジャたちは空港内に留まることになるが、アジャは荷物の中に隠れて空港を脱出し、ローマ行きの飛行機に乗り込むみ、フライトの最中に幼少期に刑務所で出会った盲目の老人の話を書く。ローマに到着したアジャは、荷物の持ち主である女優ネリーに発見される。ネリーはアジャが書いた物語に感激し、彼と行動を共にするようになる。アジャはネリーが恋を成就できるように協力して復縁を成功させ、ネリーは彼女の出演作の監督アルフレドにアジャの描いた物語を高値で売りつける。アジャはネリーと別れてパリに戻ろうとするが、彼の書いた物語の本当の価値を知ったアルフレドは激怒し、金を取り戻そうとする。街中を追い回されたアジャは、結婚式のイベント用に用意された熱気球に乗り込みローマを脱出する。
アジャは熱気球でパリに向かうが、途中でガスがなくなり海上に落下する。運よく通りかかったトリポリ行きのタンカーの上に落ちるが、タンカーの持ち主である海賊たちに金を強奪されてしまう。トリポリに到着したアジャは途方に暮れるが、そこで強制送還されてきたウィラージと再会する。事情を聞いたウィラージは難民キャンプの仲間を集めてタンカーに乗り込み、海賊たちから金を取り戻す。アジャは難民キャンプの人々の話を聞き、取り戻した金を彼らの生活のために譲り渡してしまう。ウィラージと別れたアジャはパリに戻りマリーと再会するが、彼女は他の男性と婚約していた。マリーと別れたアジャは自分がするべきことを悟り、ムンバイに戻り教師となり、そこで彼を探しに来たマリーと再会する。
半生を語り終えたアジャは、非行少年たちに少年院送りとなる事実を告げる。悲観に暮れる少年たちに対し、アジャは「自分の授業に毎日参加するなら少年院送りにならずに済む」と伝え、彼らを学校に引き取り、少年たちに「父とは再会できたのか」と聞かれたアジャは顛末を語る。アジャはパリを離れる前に、パリに持って行った手紙と母の遺灰を父の墓前に供えていた。

## キャスト
※括弧内は日本語吹替
- アジャ - ダヌシュ（櫻井トオル）
- ネリー - ベレニス・ベジョ（坂井恭子）
- マリー - エリン・モリアーティ（須藤祐実）
- ウィラージ - バーカッド・アブディ（金馬貴之）
- ギュスターヴ - ジェラール・ジュニョ（フランス語版）
- スミス - ベン・ミラー（丸山壮史）
- フィク - アベル・ジャフリ
- ローズ - サラ＝ジャンヌ・ラブロッス（英語版）
- ピーター - ケイ・グライダヌス
- アジャの母 - アムルサ・サント

## 評価

### 興行収入
フランスでは129万ドル、その他の地域では115万ドルの興行収入を記録し、最終的な興行成績は244万ドルとなった。タミル・ナードゥ州では「Pakkiri」のタイトルでタミル語吹替版が公開され、公開6日間で1,000万ルピーの興行収入を記録した。

### 批評
Rotten Tomatoesには25件のレビューが寄せられ支持率60%、平均評価5.3/10となっており、Metacriticでは56/100のスコアとなっている。ニューヨーク・タイムズは「賑やかで滑稽な旅」と批評している。

### 受賞
| 受賞年 | 映画賞                                 | 部門                               | 結果 | 出典   |
| ------ | -------------------------------------- | ---------------------------------- | ---- | ------ |
| 2018   | ノルウェー国際映画祭                   | レイ・オブ・サンシャイン・アワード | 受賞 | [ 12 ] |
| 2019   | バルセロナ・サン・ジョルディ国際映画祭 | コメディ映画賞                     | 受賞 | [ 13 ] |